# Landesregierung Ludwig III
Die Landesregierung Ludwig III bildete die Niederösterreichische Landesregierung zu Beginn der XIII. Gesetzgebungsperiode vom 17. November 1988 bis zum Rücktritt von Landeshauptmann Siegfried Ludwig am 22. Oktober 1992. Die Regierung folgte der Landesregierung Ludwig II nach. Nach der Landtagswahl vom 16. Oktober 1988 stellte die Österreichische Volkspartei (ÖVP) fünf Regierungsmitglieder, die Sozialdemokratische Partei Österreichs (SPÖ) stellte vier Regierungsmitglieder. Zu einem Wechsel in der Regierung kam es zunächst am 11. Juni 1991, als Ernest Brezovszky (SPÖ) sein Amt zurücklegte und am selben Tag von Ewald Wagner abgelöst wurde. Josef Mohnl starb am 25. September 1991 in seinem Amt. Er wurde am 17. Oktober 1991 durch Johann Bauer ersetzt.

## Regierungsmitglieder
| Amt                                                     | Name              | Partei | Ressorts |
| ------------------------------------------------------- | ----------------- | ------ | -------- |
| Landeshauptmann                                         | Siegfried Ludwig  | ÖVP    |          |
| Landeshauptmannstellvertreter                           | Erwin Pröll       | ÖVP    |          |
| Landeshauptmannstellvertreter                           | Ernst Höger       | SPÖ    |          |
| Landesrat                                               | Franz Blochberger | ÖVP    |          |
| Landesrätin                                             | Liese Prokop      | ÖVP    |          |
| Landesrat                                               | Vinzenz Höfinger  | ÖVP    |          |
| Landesrat ab 17. Oktober 1991                           | Johann Bauer      | SPÖ    |          |
| Landesrat ab 11. Juli 1991                              | Ewald Wagner      | SPÖ    |          |
| Landesrätin                                             | Traude Votruba    | SPÖ    |          |
| Vorzeitig ausgeschiedene Mitglieder der Landesregierung |                   |        |          |
| Landesrat ab 11. Juni 1991                              | Ernest Brezovszky | SPÖ    |          |
| Landesrat bis 25. September 1991                        | Josef Mohnl       | SPÖ    |          |